# Художник (повість)
«Худо́жник» — повість Тараса Шевченка російською мовою, написана 1856 року під час його заслання у Новопетровському укріпленні.

## Історія
Повість «Художник» була написана Т. Г. Шевченком російською мовою під час заслання у Новопетровському укріпленні між 25 січня — 4 жовтня 1856 року.
Перша публічна згадка про твір з'явилася у повідомленні М. М. Лазаревського в журналі «Основа» 1862 року про продаж російських повістей Шевченка російською, вже після смерті поета — «Извещение о прозаических сочинениях Т. Гр. Шевченка на великорусском языке»: «Художник, 25 янв. и 4 октяб. 1856, 10 л. — /4 л.». У повідомленні мова йде про автограф, що нині зберігається в Інституті літератури ім. Т. Шевченка.
На відміну від інших повістей Шевченка, «Художник» відрізняється своєю автобіографічністю, тому є важливим джерелом відомостей про біографію поета в період перебування у Петербурзі й навчання в Академії мистецтв.
|  | Перед нами — не тільки велика кількість даних для зовнішньої біографії, але й ряд інших даних, що доповнюють наше уявлення про художні смаки і естетичні погляди Т. Г. Шевченка, про його наукові інтереси, про його соціальні інтереси, про його інтимне життя — О. І. Білецький. |

## Сюжет
У повісті Шевченко продовжує розробляти тему долі талановитого кріпака, започатковану ним у повістях «Варнак» та «Музикант».

## Композиція
За жанровими особливостями, принципами зображення, характером типізації повість має складну структуру. Мемуарні елементи органічно співіснують у ній з елементами епістолярного жанру та нарису.
Перша частина — виразно автобіографічна й мемуарна; розповідь ведеться від особи художника, в образі якого можна впізнати риси й учинки реального Івана Максимовича Сошенка. Образ героя — спершу обдарованого кріпака-малярчука, згодом — молодого художника, захопленого мистецтвом і життям мистецької богеми, — суто автобіографічний (з деякими елементами художнього домислу) у першій частині.
У другій — риси автобіографізму властиві психологічній «біографії» героя, тоді як історія фатального одруження й трагічна розв'язка домислені на основі реальних фактів з життя декого з колег-художників; відбилася тут і романтична ідея всеохопного служіння божественному мистецтву. Спогади Шевченка подаються у формі листів героя про навчання в Академії мистецтв, про мистецьке життя у тогочасному Петербурзі.

## Історія видань
Вперше повість надруковано за цим автографом з редакторським підзаголовком «(Автобиографическая повесть)» у журналі «Киевская старина» у 1887 році.. Публікація містила багато відхилень від автографа. Окремі відхилення виникли внаслідок неправильного прочитання оригіналу або заміни маловідомих спеціальних термінів іншими словами.
Вперше повість введено до збірки творів у виданні: «Поэмы, повести и рассказы Т. Г. Шевченка, писанные на русском языке. С. портретом поэта» // Издание редакции «Киевской старины». — Киев, 1888. — С. 260 — 396.
Пізніші видання:
- «Художник». Автобиографическая повесть. Предисловие Г. Д. Владимирского, Л., Гослитиздат, 1939. 172 стор.
- Повести. Кн. 1—3. К-, вид-во «Рад. письменник», 1949. Кн. І. Близнецы. Художник. 231 стор.
- Художник. Повесть. К-, Гослитиздат Украины, 1953. 115 стор.
- Ввійшов до 4-ого тому (2006) 6-томника праць Шевченка.

## Діячі культури, згадані у повісті
Повість цікава яскравими характеристиками видатних діячів культури того часу — благодійників Шевченка: К. П. Брюллова, О. Г. Венеціанова, В. А. Жуковського, М. Ю. Вієльгорського; а також його сучасників та друзів — В. І. Штернберга, Г. К. Михайлова, П. Ф. Соколова, А. М. Мокрицького, К. І. Йоахіма, Е. І. Губера й інших. Колоритні й образи персонажів, прототипами яких були реальні особи: Паші (Марія Яківна Європеус), мадам Юргенс (Кароліна Карлівна Юргенс) та ін.
У цьому відношенні характер повісті близький до твору Д. В. Григоровича «Неудавшаяся жизнь» (1850). Автор її одночасно з Шевченком навчався в Академії мистецтв, і його персонажами були здебільшого ті ж, що і в Шевченка, визначні особистості тогочасної академії, її талановиті учні — П. С. Петровський, І. К. Айвазовський, Г. Борисов та багато інших.
У розповіді про останні роки життя героя Шевченко використав відомості про трагічні обставини особистої долі відомих художників, своїх сучасників — О. В. Тиранова та П. А. Федотова, які закінчили своє життя в лікарні для душевнохворих. Тут особливо відчувається розмежованість головного героя й оповідача, що допомагає Шевченкові ширше розкрити свої погляди на соціальні явища дійсності.
У повісті двічі згаданий французький прозаїк Поль де Кок, автор фривольних романів.

## Переклади
Повість вперше перекладена українською мовою О. Я. Кониським 1895 року. Також, повість переклав І. Я. Айзеншток у 1928 році: «Художник (Автобіографічна повість)» (Переклад з російськ. З переднім словом І. Айзенштока. [X.], ДВУ, 1928. 166 стор.).
Повість також переклав Л. Т. Білецький. Опублікована у виданні: «Повне видання творів Тараса Шевченка. Том шостий. Повісті». (Чикаго: Видавництво Миколи Денисюка, 1959 рік, на сторінках 9-140)..